# Mercuri (cràter)
Mercuri és un cràter d'impacte que es troba en la part nord-est de la Lluna, al nord-est del cràter més petit Carrington, i a l'oest-nord-oest de Zeno. Just al sud es troba la petita mar lunar anomenada Lacus Spei, i a l'oest apareix el Lacus Temporis, més gran.

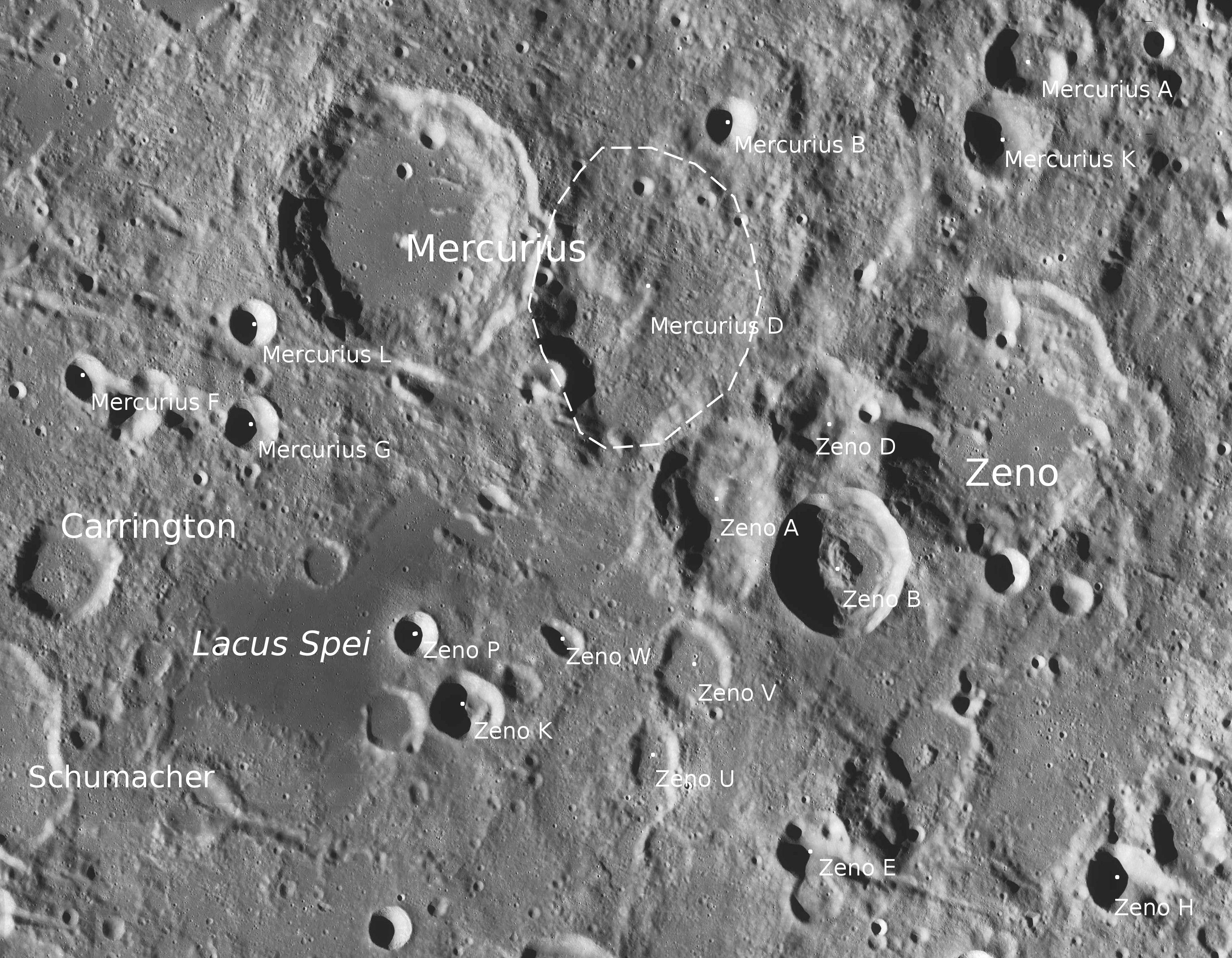
Entorn de Mercuri. Fotografia de la missió LRO.

La vora de Mercuri és circular, amb una vora una mica irregular. Presenta petites protuberàncies cap a fora en diverses seccions de la vora, amb les protuberàncies més notables en els sectors est i sud. La paret interior presenta despreniments al voltant de gran part del perímetre, produint una vora afilada. Els costats també mostren alguns signes de desgast, amb alguns petits cràters que cobreixen la paret interior.
El sòl interior ha ressorgit per efecte dels fluxos de lava i és gairebé pla, amb un lleuger monticle central. La resta del sòl està marcat només per uns diminuts cràters i algunes crestes baixes en l'escaira nord-est.

## Cràters satèl·lit

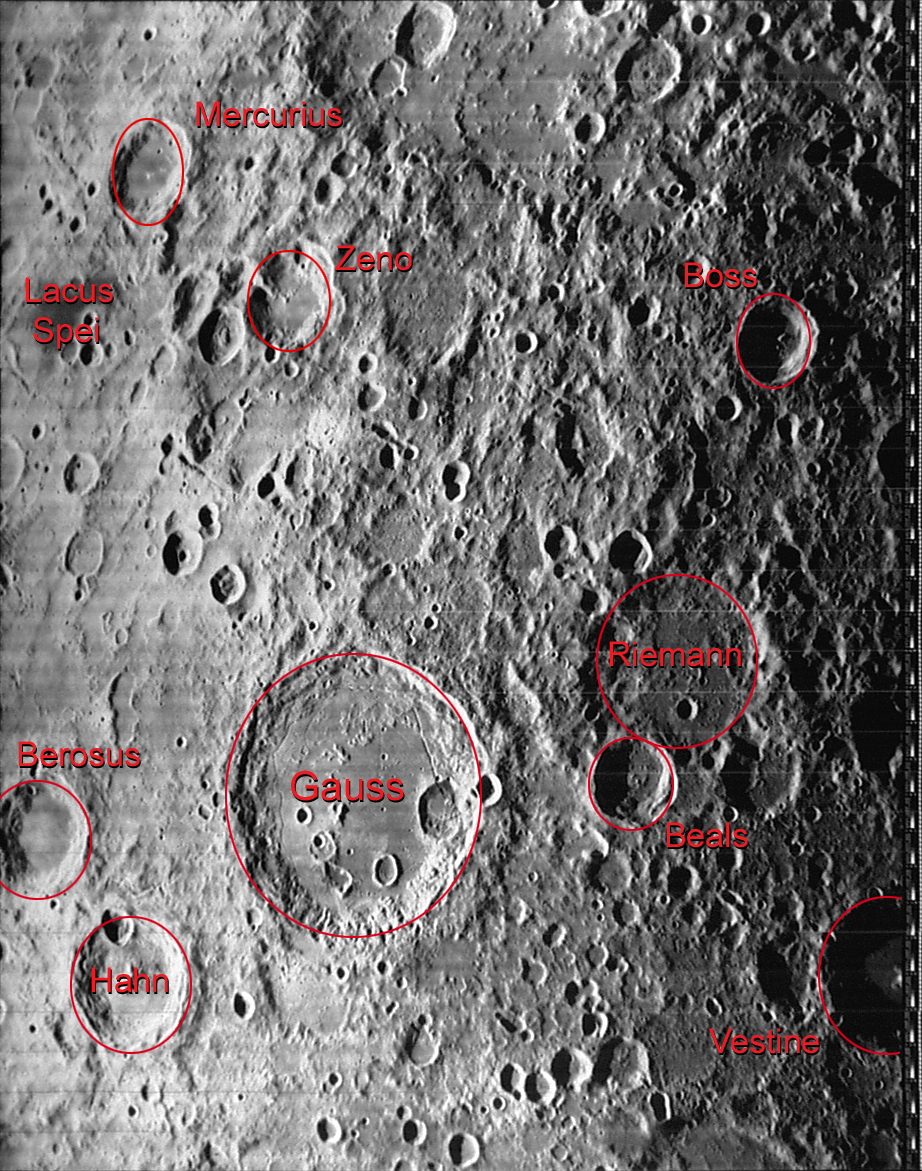
Localització de Mercuri.

Per convenció aquests elements són identificats en els mapes lunars posant la lletra en el costat del punt central del cràter que està més proper a Mercuri.
|         | \| Mercuri \| Coordenades \| Diàmetre \| \| ------- \| ------------------------------------ \| -------- \| \| A \| 48° 00′ N, 73° 36′ E / 48.0°N,73.6°E \| 20 km \| \| B \| 47° 24′ N, 70° 00′ E / 47.4°N,70.0°E \| 13 km \| \| C \| 47° 30′ N, 59° 24′ E / 47.5°N,59.4°E \| 26 km \| \| D \| 46° 06′ N, 68° 36′ E / 46.1°N,68.6°E \| 50 km \| \| E \| 49° 42′ N, 73° 18′ E / 49.7°N,73.3°E \| 29 km \| \| F \| 45° 12′ N, 62° 54′ E / 45.2°N,62.9°E \| 17 km \| \| G \| 45° 06′ N, 64° 18′ E / 45.1°N,64.3°E \| 13 km \| \| H \| 49° 12′ N, 63° 36′ E / 49.2°N,63.6°E \| 10 km \| \| J \| 47° 12′ N, 59° 00′ E / 47.2°N,59.0°E \| 9 km \| \| K \| 47° 24′ N, 73° 12′ E / 47.4°N,73.2°E \| 21 km \| \| L \| 45° 54′ N, 64° 18′ E / 45.9°N,64.3°E \| 12 km \| \| M \| 50° 54′ N, 73° 54′ E / 50.9°N,73.9°E \| 40 km \| |          |
| Mercuri | Coordenades | Diàmetre |
| A       | 48° 00′ N, 73° 36′ E / 48.0°N,73.6°E | 20 km    |
| B       | 47° 24′ N, 70° 00′ E / 47.4°N,70.0°E | 13 km    |
| C       | 47° 30′ N, 59° 24′ E / 47.5°N,59.4°E | 26 km    |
| D       | 46° 06′ N, 68° 36′ E / 46.1°N,68.6°E | 50 km    |
| E       | 49° 42′ N, 73° 18′ E / 49.7°N,73.3°E | 29 km    |
| F       | 45° 12′ N, 62° 54′ E / 45.2°N,62.9°E | 17 km    |
| G       | 45° 06′ N, 64° 18′ E / 45.1°N,64.3°E | 13 km    |
| H       | 49° 12′ N, 63° 36′ E / 49.2°N,63.6°E | 10 km    |
| J       | 47° 12′ N, 59° 00′ E / 47.2°N,59.0°E | 9 km     |
| K       | 47° 24′ N, 73° 12′ E / 47.4°N,73.2°E | 21 km    |
| L       | 45° 54′ N, 64° 18′ E / 45.9°N,64.3°E | 12 km    |
| M       | 50° 54′ N, 73° 54′ E / 50.9°N,73.9°E | 40 km    |